# Krummengraben
Krummengraben ist ein Gemeindeteil der Gemeinde Rottenbuch im oberbayerischen Landkreis Weilheim-Schongau. Das Dorf liegt circa zwei Kilometer nördlich von Rottenbuch und ist über die Bundesstraße 23 zu erreichen.

## Baudenkmäler
- Kapelle St. Leonhard, erbaut 1902/03
- Grenzsäule der Hofmark Rottenbuch, um 1506